# Rainer Wendt

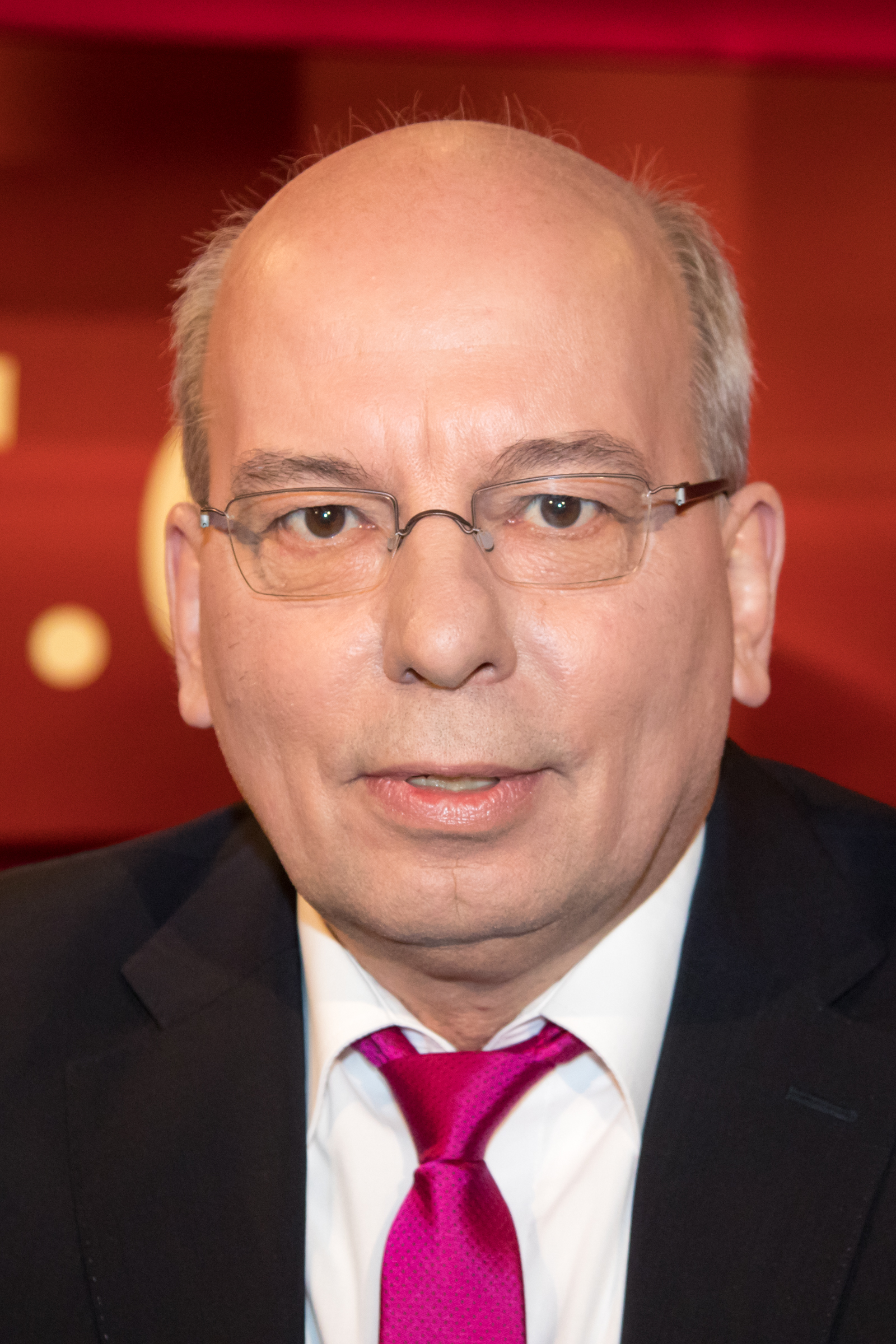
Rainer Wendt (2017)

Rainer Wendt (* 29. November 1956 in Duisburg) ist ein deutscher Gewerkschaftsfunktionär. Er ist seit 2007 Bundesvorsitzender der Deutschen Polizeigewerkschaft (DPolG) im Deutschen Beamtenbund (DBB).

## Leben
Wendt wuchs mit sieben Geschwistern in seinem Geburtsort Duisburg im Ruhrgebiet auf. Sein Vater verließ die Familie und beging später Suizid. Nach der Hauptschule besuchte Wendt die Handelsschule und absolvierte ab 1973 eine Ausbildung im Polizeidienst des Bundeslandes Nordrhein-Westfalen (NRW). 1976 wurde er Hauptwachtmeister. Auf dem zweiten Bildungsweg erlangte er das Abitur und wollte Lehrer werden. Er begann ein Studium in den Fächern Deutsch, Geschichte und Erziehungswissenschaft, das er abbrach.
Anschließend studierte Wendt an der Fachhochschule für öffentliche Verwaltung und schloss als Diplom-Verwaltungswirt (FH) ab. Danach wurde er wieder im Polizeidienst aktiv und führte zuletzt die Dienstbezeichnung Polizeihauptkommissar. Insgesamt war er rund 25 Jahre im Schichtdienst bei der Schutzpolizei in Duisburg tätig, zuletzt als Dienstgruppenleiter.
Wendt begann seine Gewerkschaftskarriere bei der Deutschen Polizeigewerkschaft (DPolG), die zum Deutschen Beamtenbund gehört. Mit rund 94.000 Mitgliedern ist die DPolG die zweitgrößte deutsche Polizeigewerkschaft (Stand 2015). 1997 wurde Wendt DPolG-Landesvorsitzender NRW, im September 2007 wurde er auf dem Bundeskongress 2007 zum Bundesvorsitzenden der DPolG gewählt. Er wurde Nachfolger von Wolfgang Speck, der in den Ruhestand ging. Auf dem Bundeskongress 2011 wurde Wendt im April desselben Jahres von den DPolG-Delegierten mit 98,4 Prozent wiedergewählt, auf dem ebenfalls im April stattgefundenen Bundeskongress 2015 wurde er ohne Gegenstimme als Bundesvorsitzender bestätigt. Zudem wurde auf dem Bundeskongress 2015 eine Verlängerung der Wahlperiode auf fünf Jahre beschlossen.
Seit den 1970er Jahren ist Wendt Mitglied der CDU und außerdem seit Anfang der 1980er Jahre der CSU, da sein Hauptwohnsitz in München liegt. Weiterhin ist er Mitglied des Deutschen Beamtenbundes (DBB) und gehört dessen Bundesvorstand an, ist Vorsitzender der Fachkommission Innere Sicherheit des DBB und Vorstandsmitglied des DBB-Landesbundes Nordrhein-Westfalen.
Mit Ablauf des Monats Februar 2017 wurde er als Beamter in den Ruhestand versetzt.
Wendt ist zum dritten Mal verheiratet und hat fünf Kinder.

## Öffentliche Wahrnehmung
Wendt wurde stellenweise als schillernd, polternd, populistisch, konservativ, medial allgegenwärtig und vor allem polarisierend beschrieben. Dadurch erhalte er einerseits für seine Gewerkschaft die gewollte mediale Aufmerksamkeit, andererseits stand er schon mehrmals in der Kritik in Politik, Medien und Öffentlichkeit.

„Chauvinist mit Demokratie-Problem“

„Kaum eine andere Gewerkschaft ist so auf ihren Chef [Rainer Wendt] zugeschnitten wie die DPolG – und kein anderer Arbeitnehmervertreter polarisiert innerhalb des Gewerkschaftslagers so stark wie der gebürtige Duisburger. […] Kein anderer deutscher Arbeitnehmerführer steht so weit rechts wie CDU-Mitglied Wendt.“

„Dass er [Rainer Wendt] ein gespanntes Verhältnis zu Menschen hat, die ihre demokratischen Grundrechte wahrnehmen, hat er mehrfach zum Ausdruck gebracht.“

Mehrere von ihm vertretene Positionen zur Inneren Sicherheit sowie öffentliche Äußerungen zu Bereichen der öffentlichen Sicherheit und anderen Themen in Staat und Gesellschaft gelten als polarisierend und umstritten. Nach eigenen Angaben von Rainer Wendt ist es seine Strategie, „durch proaktive Medienarbeit und hohe öffentliche Präsenz“ seine „Gewerkschaft zu pushen“. Ein Vortrag von Wendt, der im Oktober 2017 an der Goethe-Uni in Frankfurt am Main unter dem Titel Polizeialltag in der Zuwanderungsgesellschaft stattfinden sollte, wurde nach einem offenen Brief von Dozenten abgesagt.

### Beamtenbesoldung ohne Tätigkeit
Im März 2017 berichtete Report München über Wendts jahrelange Weiterbesoldung als Polizeihauptkommissar ohne Ausübung dieser Tätigkeit. In einem ersten Interview hatte er dies zunächst ausdrücklich verneint, gab dann aber in einem zweiten Interview zu, „nicht die ganze Wahrheit“ gesagt zu haben; angeblich, um NRW-Innenminister Ralf Jäger (SPD) zu schützen. Kurz nach den Interviews beantragte Wendt seine vorzeitige Pensionierung aus dem Polizeidienst.
Nach Ministeriumsangaben bestand die Besoldungspraxis „zur Förderung der Gewerkschaftsarbeit“ in Nordrhein-Westfalen schon seit mehr als zehn Jahren und war unter Jägers Vorgänger Ingo Wolf (FDP) eingeführt worden. Ziel soll gewesen sein, zur SPD-nahen Gewerkschaft der Polizei ein Gegengewicht zu etablieren. Danach erhielten auch Sebastian Fiedler als Landes- und stellvertretender Bundesvorsitzender im Bund Deutscher Kriminalbeamter und Erich Rettinghaus als Landeschef der Deutschen Polizeigewerkschaft ähnliche Bezüge durch das Land. Die Deutsche Polizeigewerkschaft zahlte an Wendt monatlich 520 Euro.
Frank Tempel, stellvertretender Vorsitzender der Linksfraktion im Bundestag, forderte, den Straftatbestand der Untreue zu prüfen. Die Linke NRW zeigte Jäger daraufhin wegen dieses Straftatbestandes an. Der SPD-Politiker Christopher Lauer forderte Wendt zum sofortigen Rücktritt auf. Er habe immer auf die Einhaltung von Recht und Gesetz gepocht, sich selbst aber „nicht daran gehalten, sondern einfach kassiert“.
2017 erläuterte Ralf Jäger im Landtag Nordrhein-Westfalen, dass Wendts Personalakte keine Belege für eine Dienstbefreiung enthalte und es nicht ersichtlich sei, ab wann Wendt seinem Polizeidienst nicht mehr nachgegangen sei. Er sagte: „Einen Fall Wendt darf es in Nordrhein-Westfalen nicht mehr geben.“ Dabei kam auch zur Sprache, dass Wendt 2013 im Landesamt für Polizeiliche Dienste (LZPD) für sein 40-jähriges Dienstjubiläum bei der NRW-Polizei ausgezeichnet wurde. Im Stellenplan des LZPD führte man ihn als Pressereferenten.
Die Staatsanwaltschaft Düsseldorf stellte die Untreue-Ermittlungen mangels nachweisbaren Vorsatzes im November 2017 ein. Anhaltspunkte, dass Beteiligte bewusst pflichtwidrig gehandelt und finanziellen Schaden des Landes in Kauf genommen hätten, seien nicht zu finden und die „lange Praxis“ auch in anderen Bundesländern üblich, um Gewerkschaftsvorsitzenden ihre verfassungsrechtlich geschützten Aufgaben zu ermöglichen.
Eine interne Ermittlung des Ministeriums des Innern des Landes Nordrhein-Westfalen kam 2018 zu dem Schluss, dass Wendts Besoldung unrechtmäßig war. Auch dass Wendt 2008 in einer Beurteilung des Polizeipräsidenten Mönchengladbach mit Bestnote beurteilt wurde, obwohl er zur fraglichen Zeit überhaupt keinen Dienst verrichtet hatte, sei genauso rechtswidrig wie seine Beförderung „auf eine neu geschaffene Stelle der höheren Besoldungsgruppe A 12 beim Landesamt für Zentrale Polizeiliche Dienste“ im Jahr 2010, die klar gegen den „Grundsatz der Besten-Auslese“ verstoßen habe. Dennoch blieb Wendts Ernennung wirksam und ein Regress gegen ihn wurde nicht in Betracht gezogen.

### Unangemeldete Nebentätigkeiten
Report München berichtete im Jahre 2017 über eine jährliche Aufwandsentschädigung von 50.000 Euro als Aufsichtsratsmitglied des Versicherungskonzerns AXA, die Wendt als Beamter nicht wie vorgeschrieben als Nebentätigkeit angezeigt hatte. Dies sei nur für die Geschäftsführung bei der DPolG-Service-Gesellschaft geschehen. Daraufhin leitete das Land Nordrhein-Westfalen ein Disziplinarverfahren ein. Laut Spiegel Online erhielt Wendt insgesamt 77.721,13 Euro für fünf verschiedene Gremienposten, ohne diese angegeben zu haben. Zusammen mit seinem Beamtensold von 3.348,68 Euro und 520 Euro Aufwandsentschädigung der DPolG, jeweils im Monat, ergäben sich somit Jahresbruttobezüge von 124.145,29 Euro.
Ende November 2019, im Kontext der Rücknahme der beabsichtigten Berufung als Staatssekretär in Sachsen-Anhalt, wurde bekannt, dass die Polizei in Nordrhein-Westfalen am 31. Oktober 2019 eine Disziplinarmaßnahme gegen Wendt verhängt hat, die sich auf eine mehrmonatige Kürzung der Pension Wendts beläuft.

### Neo Magazin Royale
Am 16. März 2017 sang Jan Böhmermann in seiner Sendung Neo Magazin Royale das polemische Lied  Rainer Wendt (Du bist kein echter Polizist). Das Lied war ebenfalls Teil zweier Tourneen Böhmermanns mit dem Rundfunk-Tanzorchester Ehrenfeld im Jahr 2019 und 2023.

### Kontroverse um Besetzung als Staatssekretär
Ein Angebot der CDU-Landesregierung Sachsen-Anhalt im November 2019, Nachfolger von Tamara Zieschang als Staatssekretär im Innenministerium des Landes Sachsen-Anhalt im dortigen Innenministerium zu werden, wurde nach massiven Protesten der Koalitionspartner SPD und Bündnis 90/Die Grünen zurückgezogen. Wendt erklärte daraufhin, er hätte die Aufgabe gerne übernommen. Die CDU sei jedoch „vor Linken, Grünen und Sozialdemokraten eingeknickt“, das Kommando dazu sei „aus dem Kanzleramt“ gekommen.
Auf eine Anfrage, woher die Information stamme, das Kanzleramt habe in der Sache ein „Kommando“ gegeben, reagierte Wendt nicht. Der Innenminister von Sachsen-Anhalt Holger Stahlknecht teilte mit, er habe „Wendt angerufen und mit ihm die Sach- und Rechtslage erörtert. Daraufhin habe Wendt seine Bereitschaft zurückgezogen.“ Stahlknecht wies Wendts Behauptung zurück, dass sich das Kanzleramt eingemischt habe. Es habe ihn niemand aus Berlin angerufen. Einem Bericht der Tageszeitung Volksstimme zufolge gab es vielmehr ein weiteres Hindernis: Gegen Wendt läuft seit 2017 ein Disziplinarverfahren durch das Land Nordrhein-Westfalen, dieses sei noch nicht völlig abgeschlossen.
Bundes-Regierungssprecher Steffen Seibert teilte in der Bundespressekonferenz auf Nachfrage mit, das Kanzleramt spreche „mit vielen Menschen über Vieles“ vertraulich, doch „die Besetzung dieser Staatssekretärsstelle in Sachsen-Anhalt war und ist ausschließlich von der Regierung in Sachsen-Anhalt zu entscheiden“.

### Vollversammlung der wahren Schwarmintelligenz
Wendt nahm Ende August 2023 an der „8. Vollversammlung der wahren Schwarmintelligenz“ teil. Die Versammlung wurde von Kreisen organisiert, die der AfD und der WerteUnion nahestehen.

## Positionen zur Inneren Sicherheit

### Demonstrationen
Im Oktober 2010 sagte Wendt zu dem Einsatz von Wasserwerfern, Pfefferspray und Schlagstöcken durch die Polizei in Stuttgart im Zuge der Proteste gegen das umstrittene Bauprojekt Stuttgart 21 am 30. September 2010, bei denen bis zu 400 Demonstranten verletzt wurden: „Polizeiliche Einsatzmittel müssen Waffen sein, die weh tun, nur dann wirken sie.“ Der Polizeieinsatz wurde im Nachhinein vom Verwaltungsgericht Stuttgart als rechtswidrig und „überzogen“ eingestuft.
In der Folge der Krawalle bei einer in Hamburg stattgefundenen Anti-Nazi-Demo sagte Wendt am 4. Juni 2012 der Boulevardzeitung BILD: „Sicherer für die Einsatzkräfte wäre eine Waffe, die bereits aus der Distanz eingesetzt werden könnte. Wenn Wasserwerfer nicht mehr reichten, müssen die Beamten Gummigeschosse einsetzen.“ Auf den Tag genau fünf Jahre zuvor, am 4. Juni 2007, hatte Wendt mit der gleichen Begründung in einem Interview mit der Süddeutschen Zeitung den zukünftigen Einsatz von Gummiwucht- und Gummischrotgeschossen gefordert.
Die Gewerkschaft der Polizei (GdP) Nordrhein-Westfalen reagierte mit scharfer Kritik auf die Forderung Wendts. Der GdP-Landesvorsitzende Frank Richter erklärte in diesem Zusammenhang: „Die Polizei muss bei Demonstrationen mit aller Entschiedenheit gegen militante Gewalttäter vorgehen, aber wir leben in Deutschland nicht in einem Bürgerkrieg. Wir sollten ihn auch nicht herbeireden.“ Richter betonte weiterhin: „Wer Gummigeschosse einsetzen will, nimmt bewusst in Kauf, dass es zu Toten und Schwerverletzten kommt. Das ist in einer Demokratie nicht hinnehmbar“. Die GdP wies darauf hin, dass Gummigeschosse in der Vergangenheit in Europa vor allem in Krisenregionen zum Einsatz gekommen seien. Allein in Nordirland seien zwischen 1970 und 2005 durch Gummigeschosse 17 Menschen getötet worden. Zudem gebe es immer wieder Schwerverletzte zu beklagen. Wegen der fehlenden Zielgenauigkeit fänden sich unter den Opfern oft auch Unbeteiligte.

### Vorratsdatenspeicherung
Während der Debatte um eine EU-konforme Umsetzung der Vorratsdatenspeicherung warf Wendt Ende 2011 der damaligen Bundesjustizministerin Sabine Leutheusser-Schnarrenberger eine „freiheitsfeindliche Politik zu Lasten der Bürger“ vor. In einem Interview mit Handelsblatt Online sagte er, dass deutsche Steuergelder in Brüssel aus rein ideologischen Gründen verzockt würden, da für die Nichtumsetzung der EU-Richtlinie demnächst Strafzahlungen anstünden. Zudem sei Leutheusser-Schnarrenbergers Vorschlag für das sogenannte „Quick Freeze“-Verfahren „völlig ungeeignet“, um Verbindungen und Strukturen in der Schwerstkriminalität ausfindig zu machen und Gegenstrategien zu erarbeiten. Die ablehnende Haltung der Bevölkerung zur Vorratsdatenspeicherung erklärte Wendt damit, dass bei kaum einem politischen Projekt „derart viel gelogen“ werde. Den Menschen werde immer wieder eingeredet, dass „Telefongespräche massenhaft abgehört und intimste Lebensbereiche ausgeforscht“ würden, so Wendt weiter, aber in Wahrheit würden „lediglich Verkehrsdaten beim Netzanbieter gespeichert, was zu Abrechnungszwecken ohnehin notwendig“ sei.

### Fußballstadien
Kurz vor der Frühjahrstagung 2012 der Innenminister, bei der auch über die zunehmende Gewalt in Fußballstadien gesprochen werden sollte, forderte Wendt im Mai 2012 laut der Neuen Osnabrücker Zeitung die Abschaffung aller Stehplätze in deutschen Stadien: „Die Stehplätze gehören abgeschafft, die Zäune erhöht, und bei jeder Ausschreitung sollten für den Verein 100.000 Euro fällig werden. Wem zudem strenge Leibesvisitationen nicht passen, der soll vor dem Stadion bleiben müssen.“ Die Gewerkschaft der Polizei (GdP) Bremen kritisierte Wendts Vorstoß und wertete ihn als Populismus und „wenig sinnvoll“ in der gesamten Situation. Auch die Vereine sahen in den Stehplätzen nicht das Problem. „Ich finde es anmaßend, dass Herr Wendt glaubt, Forderungen aufstellen zu müssen, die den Spielbetrieb in den Stadien betreffen“, sagte beispielsweise Harald Strutz vom 1. FSV Mainz 05 und betonte ebenfalls, dass die Forderungen populistisch seien.
Für seine unterstützende Haltung zu einem umstrittenen Polizeieinsatz im August 2013 in der Veltins-Arena in Gelsenkirchen, bei der eine Hundertschaft der Polizei unter Einsatz von Pfefferspray und Schlagstöcken den Block der Heimfans gestürmt und dabei mehr als 80 Fußballfans verletzt hatte, wurde Wendt von mehreren Seiten und insbesondere vom Liga-Chef Reinhard Rauball scharf kritisiert.

### Privatsphäre im Internet
In einem Gespräch mit der Neuen Osnabrücker Zeitung im Vorfeld des 16. Europäischen Polizeikongresses im Februar 2013 forderte Wendt kurzfristig den Einsatz von 2.000 Cyber-Cops zur Bekämpfung von Internetkriminalität. Beim Polizeikongress selbst forderte er die vollständige Aufhebung der Privatsphäre im Internet. Damit stellte er sich direkt gegen entsprechende Beschlüsse des deutschen Bundesverfassungsgerichts.
Wendt äußerte sich Juni 2013 im Rahmen der Enthüllungen des Whistleblowers Edward Snowden wohlwollend zum US-amerikanischen Internet-Überwachungsprogramm PRISM: „Präsident Barack Obama argumentiert mutig, entschlossen und er hat fachlich hundertprozentig recht.“ Das „wertvollste“ Bürgerrecht sei immer noch der Schutz vor Terror und Kriminalität, so Wendt laut Handelsblatt Online weiter, und er bekräftigte: „Diese Politik wünschte ich mir auch in Deutschland und Europa.“

### Racial Profiling
Im Oktober 2012 entschied das Oberverwaltungsgericht Rheinland-Pfalz,  dass die Polizei kein sogenanntes Racial Profiling betreiben darf, also Menschen zielgerichtet bei Stichproben-Kontrollen nach ethnischen Kriterien – wie zum Beispiel nach Hautfarbe oder „orientalischem“ Aussehen – zu überprüfen. Das höchste Verwaltungsgericht des Bundeslandes Rheinland-Pfalz begründete die Entscheidung unter anderem damit, dass ein solches Vorgehen gegen das Diskriminierungsverbot des Grundgesetzes verstoße. Wendt kritisierte das Urteil scharf und erklärte: „Man sieht wieder einmal, die Gerichte machen schöngeistige Rechtspflege, aber richten sich nicht an der Praxis aus“.
Die Äußerungen Wendts stießen zum Teil auf Kritik und Befremden, so auch bei der Süddeutschen Zeitung, wo deren Innenpolitik-Ressortleiter Heribert Prantl die Äußerungen Wendts unter anderem als „befremdlich“ kommentierte: „Das heißt nichts anders als das: Die Polizei hat Menschen anderer Hautfarbe auf dem Kieker. Es gibt den polizeilichen Pauschalverdacht gegen Farbige. Das aber verstößt gegen mehr Gesetze und Konventionen, als hier aufgezählt werden können. Sie beginnen mit Art. 3 Grundgesetz und enden mit dem Schengener Grenzkodex noch lange nicht. Wenn nun Polizeivertreter diese Artikel und Paragrafen für untauglichen Firlefanz halten, ist das, vorsichtig gesagt, befremdlich. Man hätte es schon ganz gern, wenn die Polizei in einem Rechtsstaat auf dem Boden des Rechts steht.“

### Flüchtlingspolitik
Wendt schlug im Oktober 2015 vor, einen Zaun an der deutschen Grenze zu bauen. Diese Äußerung erfuhr über Parteigrenzen hinweg teils heftige Kritik. So erwiderte der Flüchtlingskoordinator der Bundesregierung, Peter Altmaier (CDU): „Niemand kann sich auf Dauer völlig abschotten. Wir können noch so viele Rollen Stacheldraht ausrollen, das wird keine ausreichende Antwort auf diese Herausforderung sein.“ Am 29. Dezember 2018 berichtete Die Welt unter der Überschrift Polizeigewerkschaft spricht von „Staatsversagen“ bei Abschiebungen, dass Wendt  „zudem die Zahlen der Kriminalitätsstatistik anzweifelt“.

### Kindesentzug bei Antisemitismus
Im April 2018 forderte Wendt, Eltern ihre Kinder zu entziehen, falls die Kinder zu Antisemiten erzogen würden. Vorangegangen war eine Diskussion, in der ein Kind ein anderes „Du Jude!“ genannt hatte.

## Öffentliche Äußerungen

### „Karlsruhe-Touristen“
Rainer Wendt bezeichnete 2008 die Kritiker des im selben Jahr nach intensiven politischen Debatten neugefassten Bundeskriminalamtgesetzes, die vor dem Bundesverfassungsgericht dagegen geklagt hatten, abschätzig als „Karlsruhe-Touristen“. Seine Wortschöpfung brachte es in die engere Wahl zum Unwort des Jahres 2008 und wurde von der Jury als „bedenkliches Verständnis der Grundrechte“ gewertet.

### Kritik an Verfassungsorganen, Justiz und Politikern
Im Jahr 2010 bezeichnete Wendt den ehemaligen Bundestagsvizepräsidenten Wolfgang Thierse als „die personifizierte Beschädigung des Ansehens des deutschen Parlaments“, weil dieser sich am 1. Mai 2010 in Berlin-Prenzlauer Berg an einer Sitzblockade gegen einen Aufzug von rund 700 Rechtsextremisten beteiligt hatte. Nach Thierses Kritik am Polizeieinsatz im Februar 2011 in Dresden forderte Wendt in der neurechten „Jungen Freiheit“ Thierses Rücktritt. In einem Interview gegenüber dem Nachrichtensender N24 äußerte Wendt mit Blick auf Claudia Roth, dass er keine Abgeordnete brauche, die „am einen Tag kreischend auf irgendwelchen Gleisen sitzt und die Polizei nervt“, kurz darauf bei linksradikalen Demonstrationen mitläuft „und am nächsten Tag wieder als Vizepräsidentin des Deutschen Bundestages im Parlament sitzt“. Volker Beck wirft er eine Vorwegnahme der „Liberalisierung der Drogenpolitik“ vor. Nachdem Ende 2016 ein Kurde seine Ex-Frau an der Anhängerkupplung über die Straßen geschleift hatte, äußerte Wendt, es werde sich ein Richter finden, der dem Mann „wieder eine positive Sozialprognose ausstellen“ werde. Am nächsten Tag sagte Wendt, er sei falsch verstanden worden und der Eindruck, er habe die Justiz attackieren wollen, sei falsch gewesen, laut Ansgar Siemens (Spiegel) „die Masche der Populisten“, die Wendt mit solchem Verhalten bediene.

### Virtuelle Streifenfahrten
Wendt beteiligte sich im Jahr 2010 auch an der Diskussion über den Online-Dienst Google Street View, der damals nach Deutschland ausgedehnt werden sollte und rechtlich umstritten war. Wendt äußerte dazu: „Durch den neuen Internetdienst können Kriminelle die Objekte in aller Seelenruhe betrachten. Sie können sehen: Wie ist das Haus gesichert?“ und weiter: „Es ist rechtlich unklar, ob eine virtuelle Streifenfahrt möglich ist.“

### Interviews mit rechten Medien
In der Ausgabe des rechtspopulistischen Compact-Magazins vom November 2015 wird Rainer Wendt mit den Worten zitiert, dass die Diskriminierung von Frauen „fast zu den genetischen Grundbausteinen“ der „Machokultur junger Muslime“ gehöre, „denen diese Kultur angezogen wurde, die sie aus der Heimat mitgebracht haben“. Später bedauerte Wendt diesen Ausdruck.
In einem Interview mit dem Unternehmer Peter Weber, dem Betreiber des rechten YouTube-Kanals Hallo Meinung, sagte Wendt, in Deutschland stehe „man heute fast schon unter Rassismusverdacht, wenn man einen festen Wohnsitz hat und einen Anzug trägt und einer geregelten Arbeit nachgeht“.

### Kritik an „Deutschland in Gefahr“
Mitte August 2016 veröffentlichte Wendt das Buch Deutschland in Gefahr: Wie ein schwacher Staat unsere Sicherheit aufs Spiel setzt, in dem er die staatlichen Sparmaßnahmen im Öffentlichen Dienst, die deutsche Rechtsprechung sowie die Flüchtlingspolitik der Bundesregierung kritisiert.
Thomas Fischer, ehemaliger Vorsitzender Richter des 2. Strafsenat des Bundesgerichtshofes fragte in einer Kritik der Wochenzeitung Die Zeit mit Blick auf Zitate: „Mit welchem Sumpf kokettiert dieses Gerede? Meint der Autor ernst, was er schreibt? Ist er überzeugt, einem Staat zu dienen, der ‚kein Rechtsstaat‘ ist und der ‚mit demokratischer Kultur nichts gemein hat‘? Wieso kündigt er dann nicht? Wieso flieht er nicht, geht in den Untergrund? Wieso beantragt er nicht Asyl in Ungarn?“ Fischer wirft Wendt vor: „Was schwierig und differenziert ist, will er ‚nicht wissen‘.“ „Deshalb interessiert ihn Kriminalwissenschaft allenfalls als Gegenstand von Hohn. Psychologen, Kriminologen, Sozialforscher: Witzfiguren; Statistik, Empirie, Fakten – alles wurscht. Schutzmann Wendt braucht keine Dummschwätzer. Auf das Gefühl kommt es an und auf das Wollen. In diesem Ton geht es dahin. 188 Seiten können sehr lang sein.“ Nach Fischer verbirgt Wendt „persönliche Wut, biografische Erniedrigung und Verachtung für Eliten hinter Behauptungen über angeblich unterdrückte Meinungen. Das ist ein tausendfach erprobtes Mittel der Demagogie.“ Es verstärkt nach der Meinung von Fischer „Ängste und Vorurteile.“
Fischers Fazit ist, das Buch sei „nicht bloß ein inhaltlich unzutreffendes und literarisch schlechtes Buch. Bedauerlich ist, dass der Autor behauptet, Sprachrohr der deutschen Polizei zu sein. Dass er deren Interessen vertritt, ist zu bezweifeln. Sicher ist nur eines: Er vertritt die Interessen des Rainer Wendt.“ Fischer empfiehlt „das Buch trotzdem: Wendt schreibt, was er meint. Das ist im Konkreten beispielhaft und im Allgemeinen wichtig.“ Zum Abschluss des Artikels weist Fischer darauf hin, an „jenen Orten, die dem Autor als Ideal von Sicherheit vorschweben, wäre mit einer derart üblen Beschimpfung von Gesetzgeber, Justiz und Verwaltung wahrscheinlich das Ende seiner schönen Polizeikarriere gekommen. In dem freien Staat aber, dessen ‚Zerfall‘ er proklamiert, lassen sich damit ein paar Euro hinzuverdienen und ein paar Stimmen sammeln.“
Walter Bau zitierte aus Wendts Buch Sätze in Bezugnahme zur Silvesternacht von Köln wie „Die Grapscher, Vergewaltiger, Schläger, Räuber, die Antänzer, Einbrecher, Ladendiebe, Taschendiebe, Clanchefs, Mitläufer, Anstifter, Extremisten. Was machen wir mit denen? Auch integrieren? […] Willkommenspartys bei den unzähligen Initiativen, die mit edler Gesinnung und einfallsreichem Geschäftssinn ihre Versorgungsschläuche beim Staatssäckel angeschlossen haben?“ Dazu merkte Bau an, die „Lufthoheit über den Stammtischen“ sei dem Autor „mit solchen Sätzen sicher“.

## Trivia
Im Jahr 2017 hatte Wendt in der ARD-Serie Rentnercops einen Gastauftritt (Folge Liebesspieler), in dem er sich selbst spielte.

## Publikationen
- Deutschland wird abgehängt, Ein Lagebericht. riva Verlag, München 2019, ISBN 978-3-7423-0704-0.
- Deutschland in Gefahr: Wie ein schwacher Staat unsere Sicherheit aufs Spiel setzt. riva Verlag, München 2016, ISBN 978-3-86883-476-5.